# José Layrana Rodríguez
José Layrana Rodríguez fue un militar profesional de Infantería de marina español nacido en Madrid en 1890 y fallecido en la misma en 1965, que participó en la guerra del Rif y la guerra civil española. 

## Biografía personal
Perteneciente a una conocida familia de militares profesionales de la Armada, su padre llegó a alcanzar el puesto de Teniente coronel y dos hermanos fueron integrantes de la pionera fuerza de infantería de marina y la armada, el mayor Ricardo falleció trágicamente en 1908 siendo suboficial y el otro Antonio siguió sus pasos como oficial de oficios, donde hizo carrera civil-militar pese a haber empezado desde el cuerpo de suboficiales, a ambos afectaría la guerra civil española estando de servicio.
En 1916 se casa como sargento primero con Rosa Taravilla Alcázar con la que tendrá varios hijos, siendo testigo de la misma el tío de la misma Nemesio Alcázar suboficial de policía urbana de Madrid.

## Hoja de Servicios
A comienzos del siglo XX formaba parte de las fuerzas de infantería de marina de la armada española, aparece en la segunda década del siglo con diversos nombramientos de suboficial, sargento, sargento primero, ascendió el 28-7-1928 a Alférez ERAR. Tras estudiar temas judiciales aparece que fue destinado al 3er regimiento de infantería de marina de Cartagena con el grado de Alférez el 29-12-1924. Se encontró en el desembarcó de las fuerzas combinadas hispano-francesas en la costa de África en la que se perdió un acorazado, el acorazado España. En el avance de sus hombres tuvo varios enfrentamientos con los sublevados rifeños, razón por la que se ganó la medalla de Marruecos.
En 1926 estaba destinado a la compañía de ordenanzas del ministerio de marina como grado teniente.
Se hizo público y notorio en la prensa cuando como abogado defensor se hizo cargo de la defensa de un maltrato de un suboficial a un marinero creando un precedente en la jurisdicción sobre el asunto siendo absuelto del delito de la pelea al marinero con su superior por haber sido golpeado, el caso que se produjo en primera instancia en 1925 en San Fernando (Cádiz) sobre el hecho ocurrido en el barco Reina Regente llegó al supremo consejo de guerra y marina bajo resolución del juez el General Carranza en 1927. Ese año ascendió a Teniente de infantería de marina y despide a los marineros que han cumplido el servicio militar en el Ministerio de Marina demostrando su adhesión a la patria. En 1928 aparecía como disponible en la prensa, demostrándose la mala situación por exceso de militares que había tras el fin de la guerra de Marruecos. Aun así siguió en 1931 jurando la nueva bandera y Constitución española de 1931, permaneciendo en el ministerio de marina en donde le encuentra la Guerra civil española el 18 de julio de 1936. Pasó la guerra dedicado a sus últimas tareas como Abogado y administrativas en la capital de España durante todo el conflicto.

## Recompensas
- Dos Cruces de la Orden del Mérito Militar con Distintivo Blanco de 1.ª Clase.
- Cruz del Mérito Aeronáutico, con distintivo rojo
- Cruces del Mérito Militar Aeronáutico con distintivo blanco.
- Medalla de Marruecos en 1922.
- Medalla del rey Alfonso XIII y la reina Victoria Eugenia de Battenberg.